# Дубинкин, Анатолий Александрович
Анатолий Александрович Дубинкин (род. 7 февраля 1935, Панфилово, Кемеровская область) — советский и российский кинорежиссёр, сценарист и актёр.

## Биография
Родился Анатолий Александрович Дубинкин 7 февраля 1935 года в селе Панфилово Кемеровской области.
Учился во Всесоюзном государственном институте кинематографии у А. М. Згуриди. После окончания ВГИКа в 1965 году работал режиссёром киностудий «Леннаучфильм» (1966—1974) и «Ленфильм» (с 1974 года). Выступил режиссёром ряда художественных, документальных, научно-популярных и заказных фильмов.
Снимался в фильмах «Алые маки Иссык-Куля» (1971), «Обыкновенная Арктика» (1976), «Челюскинцы» (1984), «Хлеб — имя существительное» (1988) и «Странник» (2005).

## Фильмография
- «Алые маки Иссык-Куля» (1971) — актёр
- «Счёт на микроны» (1971) — режиссёр
- «Маршал Воронов» (1972) — режиссёр
- «Обыкновенная Арктика» (1976) — актёр
- «Съездили» (1976) — режиссёр
- «Желаем удачи» (1978) — режиссёр
- «Завьяловские чудики» (1978) — режиссёр, сценарист
- «На ровном месте» (1978) — режиссёр
- «Варварин день» (1982) — режиссёр
- «Челюскинцы» (1984) — актёр
- «Хлеб — имя существительное» (1988) — актёр
- «Пирамида» (1989) — режиссёр
- «Странник» (2005) — актёр